# L'ultima grande corsa
L'ultima grande corsa (The Last Great Ride) è un film statunitense del 1999 diretto da Ralph E. Portillo.
È un film commedia a sfondo avventuroso per la famiglia con Ernest Borgnine, Eileen Brennan e Jason Hervey.

## Produzione
Il film, diretto da Ralph E. Portillo su una sceneggiatura di Bonnie Cahoon, Paul Chilsen, Robert Curry, Jim Kreutzer e Heath McLaughlin, fu prodotto da Jamie Elliott e dallo stesso Portillo per la Mosquito Productions e girato a Burlington, Kenosha e Milwaukee nel Wisconsin.

## Distribuzione
Il film fu distribuito negli Stati Uniti nel 1999.
- in Germania (Die letzte große Fahrt)
- in Spagna (El último paseo triunfal)
- in Italia (L'ultima grande corsa)